# D×2 真・女神転生 リベレーション
『D×2 真･女神転生 リベレーション』（ディーツー しん・めがみてんせい リベレーション）は、セガより2018年1月22日に配信されたスマートフォン用ゲームアプリ。

## 概要
アトラスの真・女神転生シリーズを原作とし、セガ開発によるスマートフォンオリジナルの作品。
シナリオは『PSYCHO-PASS サイコパス』シリーズを担当した深見真をはじめとしたライターが担当しており、シリーズのプロデューサーである山井一千がシナリオ協力として参加している。また、悪魔たちの3Dモデルはセガが新規で作成しており、BGMは『龍が如く』シリーズのサウンドチームが担当している。

## ストーリー
ある日、人気動画配信者がお勧めするゲームアプリ「悪魔召喚アプリ」を手に入れた主人公は「デビルダウンローダー（D×2）」として「リベレイターズ」と「アコライツ」、2つのD×2集団の争いに巻き込まれてしまう。やがてそれは人類存亡をかけた戦いへと続いていく。

## システム
召喚所
召喚いわゆるガチャを行うための施設。グレードが☆3～5の悪魔やスキル因子を入手可能。召喚にはクエスト報酬などで入手できるジェムや召喚札（チケット）、エンドコンテンツのジゴクパークで入手できる「ジゴクまん」を消費する。召喚札の種類によって引ける悪魔のアーキタイプやスキル因子が限定されていたり、素材用のアーキタイプ「素体」の悪魔の入手可能な「通常召喚」、スキル因子の入手可能な「スキル抽出」などがある。
偽神教会
「悪魔合体」を行うための施設。ただし、アーキタイプが「素体」の悪魔を最低でも1体含まないと合体を行えない。合体にはマグネタイトを消費するが、ランクの高い悪魔ほど合体に必要なマグネタイトが増大する。
万魔の社
悪魔の強化や売却するための施設。「転生」、「捕食」、「覚醒」、「継承」、「烙印」など悪魔の強化に関する行動を行える。
キャラクタークエスト
リベレイターズの日常や過去にまつわるストーリークエスト。各キャラクターごとにクエスト解放条件が異なり、クエストをクリアすることでキャラクターの育成レベル上限と新スキルの解放がされる。なお、日常の一コマに関してはアイテム収集イベントでも展開されるが、そちらは前後編のショートストーリーとなっている。
エクリプス
限定された種族の悪魔だけで挑むサバイバルクエスト。種族は毎月更新され、それに応じた悪魔での編成でないと出撃ができない。また、更新が行われる際にその種族にあった「荒神」のアーキタイプを持つレアリティ☆2以下（☆4に転生及び強化済み）の悪魔が配布される。
ジゴクパーク
リベレイターズとして活躍し始めた主人公のもとに届いた謎のメールに記された遊園地。そこは悪魔が悪魔のために作った場所であり、「ちのいけちホ～」をはじめとする10箇所を回る腕試しのエンドコンテンツ。クエストクリア報酬でもらえる「ジゴクまん」は召喚所で専用の召喚を行うためのアイテムであり、「素体」のアーキタイプを持つレアリティ☆3～5の悪魔を獲得できる。
デビルスキャナ / AR機能（ARView）
スマートフォンのカメラを使った拡張機能。ARViewはD×2のキャラクターさながらに悪魔を現実世界へ呼び出し撮影が可能な機能で悪魔のモデル鑑賞が可能。デビルスキャナはデコーダを読み取っての写真撮影が可能。ゲームショーでは特定の企業ロゴなどを撮影することで悪魔が出現した。2019年1月31日にバージョン2.0.0で正式実装。デコーダには毎日配布される消費アイテムと企業ロゴや床と日常品などがあり、撮影するとそれに応じた悪魔が出現し会話を通して友好度がアップした際にプレゼントが貰える。また、期間限定でSEGAのアミューズメント施設でデビルスキャナ機能を使うとマーメイドが出現するβテストが開催された。
なお、この機能はGoogleが提供するAR技術「ARCore / ARKit」に対応が必要であり、非対応の場合は同じファンクションに所属するD×2が入手した悪魔を受け取ることが可能になっている。デビルスキャナについては位置情報とリンクした拡張を予定しており、2019年3月14日にバージョン2.1.00へのアップデートで「ARCore / ARKit」非対応端末でも利用可能な簡易版デビルスキャナが実装。平面検知がなく、カメラで対象のロゴやデコーダを読み込むことで悪魔が出現するようになった。

## 用語
リベレイターズ
アコライツに対抗するためのD×2集団を主力とする秘密組織。創始者はエインヘリャル。海外に本部があり、主人公達は東京支部に所属している。リベレイターズのD×2全員が主人公たちのように悪魔の使役が可能なわけではないらしく、使役が上手く使えないD×2は情報支援者として活動している。
D×2（ディーツー）
スマートフォンにインストールした「悪魔召還アプリ」を使って戦う「悪魔使い」。正式名称は「デビルダウンローダー」。
デコヒーレンス領域
通称「デコ領域」。主に悪魔との戦闘や邂逅が行われる異空間で現実世界には一切影響しない。アプリでデコ領域を展開することを「デコ化」と言う。本来は「悪魔召喚アプリ」の機能だが、アコライツ幹部であるハヤテの事件ではデコ化技術を応用した「透明な檻」を使うことでD×2ではない地下格闘技場にいた観客にも悪魔を視認可能となる。
共感指数（EP）
悪魔を使役する力の指標であると同時に「悪意」を抑える力。それ故、共感指数の高い人間はアコライツの目の上のこぶと見做されている。
アコライツ
「ヴェニタス」を信奉する秘密組織。悪意の拡大のため、拉致や電子ドラッグによる洗脳、スナッフフィルムの流布などで社会不安を煽っている。メガキンによると、世界はこの組織に支配される一歩手前らしい。元は錬金術師が生み出した組織であり、そこにとある悪魔が肩入れをしたことで現在の姿へとなっていった。
ヴェニタス
アコライツが崇める「人間の無意識や交流が生んだ新たな知的生命体」とする謎の存在。人間の悪意を糧とするらしく、アコライツが暗躍する最大の原因となっている。人間よりもはるか上位の存在が地球に設置しており、「巨大な計算機に近い能力」を有する。
ホムンクルス
アコライツの尖兵である人造D×2。警察や一般人などに擬態しており、使役する悪魔を倒されると消滅する。その製造法を用いて爆薬を埋め込んだ「ホムンクルス爆弾」が生み出されており、東京の各地にある龍脈が汚染される事態を引き起こしている。
アンティキティラ・マシン
ヴェニタスと通信する機械。アコライツの幹部の一人であるジョショアが悪意の魂を召喚する際に使用した。リベレイターズの調査にて海の藻屑となったクルーザーから発見された。詳しいことは明らかになっていないが、アコライツの拠点に関する詳細情報の手がかりに繋がっている。後にアコライツの一員であるヴィンスとハニーに奪われる。
ハーモニー教団
世界各地に拠点を持つ秘密組織。日本に支部があり、教主は御崎。急速に信者を獲得しており、俳優・女優や政治家たちも次々と入信している。

## 登場人物
メインストーリーに関連しない限り、本作に登場する人物のみの記述とする。シリーズから登場している人物については各作品の記事を参照。

### メインキャラクター
主人公（デフォルト名なし） / ルーキー
声 - 小野友樹（男性） / 千本木彩花（女性）
本作の主人公。性別を選択可能。男性主人公はどこにでもいる普通の少年、女性主人公は勝気で明るい性格が窺える少女。
人気動画配信者である「メガキン」がお勧めするゲームアプリ「悪魔召喚プログラム」を手持ちのスマートフォンにインストールしたことから悪魔を使役できる「デビルダウンローダー（D×2）」となった。
後にエインヘリャルが率いるD×2組織「リベレイターズ」に所属することになり、「人類を試す神の器」とされる「ヴェニタス」を信望する敵対D×2組織「アコライツ」の戦いに巻き込まれてしまう。7章の表ルートではジョシュアを倒した後にメガキンから「ルーキー」というコードネームが与えられる。
アコライツの幹部であるジャボからは、共感指数の異常な高さを危険視されている。7章の裏ルートではリベレイターズのメンバー全員とエインヘリャルの戦闘を繰り広げた後にリベレイターズから離れる。後に東京が破滅して主人公とジャボだけが生き残ることになる。
アナザーヒーロー
東京が破滅して数年後の世界にいる少年・少女。容姿は選択しなかった方の主人公だが、服装は異なっている。
選択した方の主人公とは背中合わせの存在であり、リベレイターズにいた頃を懐かしそうに思い出している。選択した方の主人公の世界に行きたくなり、ジャボに頼んだ後はその世界に行くことになる。
布施 太郎（ふせ たろう） / メガキン
声 - 小林裕介
長身痩躯でアフロの髪型に特徴的なゴーグルを装着した動画配信者の青年。コードネームは「メガキン」
「チェケラ」「チェケラー」が口癖。毎日のログイン画面でゲーム内トピックスを紹介してくれる。
世界的に人気の動画配信サイト「メガチューブ」で、巷で話題のお菓子やトレンドを紹介する「MEGAKIN VIDEO」という動画を配信している。映画評論とラジコンが趣味。
ふざけた言動と態度を除けば常識的で、熱くなりがちなメンバーを冷静に諌めたりもする冷静さもある。また、動画配信にかける熱意は本物。自身や主人公たちが所属するD×2組織「リベレイターズ」の東京支部長であり、リーダー役。秋葉原にあるリベレターズたちのアジトであるシェアハウスでは動画の撮影や日常生活を送れるようになっている。
1章エピローグをクリアすることでD×2として使用可能になる。
龍造寺 梨花（りゅうぞうじ りか） / テンプラドラゴン
声 - 雨宮天
主人公が初めて出会うリベレイターズの一員で、深いスリットの入ったロングスカートのセーラー服を着た少女。コードネームは「テンプラドラゴン」。
普段は「超お嬢様学校」と言われる九段下女子学園に通う女子生徒。一見冷徹な人物に見えるが、格闘技好きやガンマニアというヲタクな一面を持っておりエアガンを常時携帯し、街中にあるサバゲーショップを見かけるや否や目を輝かせている。主人公のことを「サバゲーの標的に最適」や「あ、サバゲーの標的」と物騒なことを言うが、メガキンいわく「気に入られている」との事。
彼女の将来の夢は「アメリカでビールを飲みながら銃を撃つ生活を送ること」である。
1章1話をクリアすることでD×2として使用可能になる。
上田 リリン（うえだ リリン） / アイリーン
声 - 高橋李依
巻かれた2つお団子とツインテールを合わせたような特徴的な髪型の女子高生。コードネームは「アイリーン」。
趣味は深夜アニメ。コスプレ衣装を自作する特技もあり、裁縫が得意で手先は器用な模様。美少女好きの気もあり、美少女を見るたびにテンションが上がり、お近づきになろうとする。ハニースイートや有紗にも出会うたびに「美少女のにおい」を嗅ごうとして近づいては冷たくあしらわれているが、まんざらでもない様子でいる。『ベヨネッタ』コラボの際、ベヨネッタを「お姉さま」と呼んでいる。
実家は母子家庭で貧しく弟と妹を養うのと弟妹の優れた芸術的才能のためにいい学校に通わせたいという事から「水着カフェ」など色々なところででアルバイトをしていることから、金銭に対して少々がめつくなど腹黒い所がある。
彼女の将来の夢は「ラノベ作家になって、「夢の印税生活」を送る」ことで、安定のお金がらみである。
3章エピローグをクリアすることでD×2として使用可能になる。
孫 翔（ソン・シャン） / チョークイーター
声 - 花江夏樹
上海出身の留学生。小柄な上に童顔のため大学生にはあまり見えない。コードネームは「チョークイーター」。
留学先の大学でスーパーコンピュータを研究している。ハッキング技術を生かした映像の解析や事態を冷静に分析するのが得意な参謀役を務めている。彼の持つPCはかなり強力なセキュリティが施されており、『攻殻機動隊』コラボの際、草薙素子から「悪くない防壁ね」とお墨付きをもらっている。
普段は丁寧で冷静沈着だが、ホラー映画のことになると、別人のように熱く語り出す。サーフィンが趣味で、アジトでの会話では愛用しているサーフボードのことを話したり、「波に乗りたいなぁ」とつぶやいたりする。
2章エピローグをクリアすることでD×2として使用可能になる。
高殿 栞（こうでん しおり） / しおにゃん
声 - 安済知佳
地下で活動している容姿端麗なアイドル。愛称及びコードネームは「しおにゃん」。
頭脳も明晰で、IQ180で8ヶ国語に精通しており、16歳でマサチューセッツ工科大学に飛び級で入学した天才。
だが、性格にかなり難があり、メガキンすら「性格が悪い」と言わしめるレベルである。また、ストーリー内においてファンからも嫌われるシーンも有るほど。殻斗は彼女の大ファンであるが、栞はデブと罵ったり冷たくあしらったりと、冷淡な態度で接している。
十分なアイドルとしての素質を持つ故か、ライブにきたファンや他人にたいして冷淡で高飛車。加えて傲慢な態度をとるため、「売れない地下アイドル」の立場に甘んじている。
池袋での事件の終盤で敵にさらわれてしまうが主人公たちに救出されたことにより、態度を改め協力的になった。敵の動向や技術の推理が得意。他のメンバーたちと異なり、自力でリベレイターズを見つけ出した。5章エピローグをクリアすることでD×2として使用可能になる。
蔡 正雲（ツァイ・ジュンユン） / カンガルーボクサー
声 - 細谷佳正
台湾出身の褐色肌の格闘家。格闘技の他に漫画やイラストもプロ級の隠れオタク。コードネームは「カンガルーボクサー」。
少々ナルシストな性格であり、身体もしくは筋肉に自信があるからか、隙あらば脱ごうとする癖がある、少し危ない人物でもある。
マンガやアニメで日本語を学んだ経緯から主人公以外のリベレイターズのメンバーと初対面した際にどこかの幼稚園児のように一人称が「オラ」で、語尾に「だゾ」が付いていた。
初対面の主人公相手にも脱ごうとしていたが、それを見た梨花が主人公に対して「誰にでもあぁなので勘違いしないように」と釘を刺している。
アコライツの幹部の一人であるハヤテの画策により賞金首となってしまった主人公のボディーガードを務め、違法賭博の地下闘技場が事故により崩壊しかけている際は観客たちを安全な所へ避難を誘導していた。
4章エピローグをクリアすることでD×2として使用可能になる。
井上 殻斗（いのうえ がくと） / ミートバルーン
声 - 松岡禎丞
現在、民間軍事会社の傭兵として働いている元自衛官の男性。肥満体でコードネームも肥満体の体を表した「ミートバルーン」。
彼のキャラクター性が原因か、元自衛官であることをメンバーからすら信じてもらえないことが多々ある（自衛官で自身が体験した内容を話したりすることでやっと信じてもらえる）
自衛官を志した動機がミリタリーマニアが高じたことによる筋金入りのオタクだが、カラオケにアイドル（しおにゃん）の追っかけ、堪能な英語による海外プレイヤーとのFPSゲームと多彩な趣味の持ち主。同じリベレイターズのメンバーであるしおにゃんのライブにも足を運んでいる。ストーリー内でしおにゃんと会話の際はアイドルファン丸出し状態であり、冷たい発言にもまんざらではない様子になっている。
6章7話をクリアすることでD×2として使用可能になる。
犀川 青蘭（さいかわ せいらん）
声 - 能登麻美子
リベレイターズ本部から派遣された「アウラゲート」の「門番」を務める女性で、表向きには道教研究者。
日頃からスリットの深いチャイナドレスを愛用するカンフーマニアで、熱狂的な風水信奉者でもある。運気のためにアジトに風穴を開けようと口走る極めつきの中国かぶれで「生まれる国を間違えた」や「私も中国に生まれたかった」と言うほどである。
悪魔たちが跋扈する空間「アウラゲート」のイベントでは、潜入した隊員たちの安否を気遣う一面を見せている。
以前は仲間にならなかったが、大型アップデートにより「アウラゲート」50層をクリアすることでD×2として使用可能になった。
ヴィンス / カーボンブラック
声 - 津田健次郎
黒いコートを羽織ったアコライツ所属の男性。コードネームは「カーボンブラック」。ワーグナーが好き。
「アンティキラ・マシン」を回収しようとするリベレイターズの前に立ちはだかり、ハニーと共に妨害を行った。
後に起きたアコライツ壊滅や急速に勢力を拡大している「ハーモニー教団」が起こした事件をきっかけにリベレイターズの一員として参加することになった。皮肉屋で憎まれ口をたたくことが多いが、悪魔がらみの事件で混乱したプレイヤーたちに対し的確な指摘や冷静な判断で事態の整理を行う頼れる兄貴分の一面を見せることもある。
第二部である9章クリアでD×2として使用可能になる。
ハニー / ハニースイート
声 - 久保ユリカ
大きなファスナーの付いたピンク色の服装とモスマンのぬいぐるみを持ち歩くアコライツ所属の小柄な少女。コードネームは「ハニースイート」。
ヴィンスと共に強力な悪魔を使って「アンティキラ・マシン」を回収しようとするリベレイターズの行動を妨害した。「感情を持つ特殊なホムンクルス」としてリンゼに誘惑されてしまうが、後に救出されてリベレイターズの一員として参加することになった。
後に自我と一定の姿を保つ特殊な個体であることが明らかになる。
ハニースイートは第二部である10章クリアでD×2として使用可能になる。
キサナ
声 - 小澤亜李
虚人と呼ばれる人間もどきの別世界に暮らす少女で、白髪で薄緑色の服を着ている。
主人公と共に「アウラゲート2」を探索している。また、他の虚人たちとは異なり｢人間になりたい｣ではなく｢人間を知りたい｣と思っている。アウラゲート2が舞台のイベントでは青蘭と掛け合いのオープニングが行われる。
後の大型アップデートにより「アウラゲート2」50層をクリアでD×2として使用可能になった。

### サブキャラクター
エインヘリャル / メフィストフェレス
声 - 塾一久
老紳士のような格好をしている謎の老人。リベレイターズの創始者で総帥である。基本的にメンバーの前に姿を表すことはない。
ゲームアプリ「悪魔召還アプリ」をダウンロードした主人公にD×2としての手解きを行ったのも彼。
一方で違法賭博の地下闘技場の特別室と思われる部屋でアコライツの幹部であるジャボと接触し、いずれリベレイターズがアコライツを食い止めることを宣言している。
6章終盤にて秋葉原でのリベレイターズとハヤテの戦いで姿を現す。自身の正体とその目的をリベレイターズ全員に明かした。
7章の裏ルートではジャボの未来予知の世界に現れた。チョークイーターは彼の正体が悪魔「メフィストフェレス」であることを見抜いており、リベレイターズは「エインヘリャル」として魔界からやって来た際に彼が創設した。
最終的には命令を無視してジョシュアと手を組んだ主人公の前に立ちはだかり、自身の配下である悪魔を差し向けた。なお、アバターである「エインヘリャル」を主人公によって倒された際に「強くなったものだ」と称賛を送っている。
ヴァギト・チェーホフ
声 - 熊谷健太郎
リベレイターズ本部から派遣された「偽神教会」の主を務めるロシア人男性。悪魔合体の専門家。
常軌を逸した目つきと言動が特徴的。元はロシア軍超常現象研究部門の「ある古代研究」チームの出身でという経歴を持っている。
6章のアジト襲撃シーンでは偽神協会に銃火器がなかったことからテンプラドラゴンに「なぜないんですか！」と言われるが、ヴァギトは「逆になぜあると思ったんだ？」と切り返している。
日向 火水風（ひゅうが ひみか） / ヒミカ
声 - 早見沙織
リベレイターズ本部から派遣された「万魔の社」の主を務める女性。コードネームはなく、愛称は「ヒミカ」。
卑弥呼の末裔の家柄の出身で鬼道（呪術）に通じ露出の高い巫女装束に身を包んでいるが、漫画やアニメが好きなオタク趣味を持っている。過去イベントではミートバルーンを引き連れ「薄い本」を大量に買い込んでいる。
6章のアジトへの襲撃により救援で駆けつけたアイリーンとしおにゃんによって危機を脱した。
羽原 有紗（はばら ありさ）
声 - 朝井彩加
「悪魔召還所」の主であり、アジトで雑事もこなすメイド姿の少女。愛称やコードネームの有無は不明。
基本的に情動に乏しいが、物騒かつエキセントリックな言動も少なくない。愛読書は村上春樹と三島由紀夫の作品。
6章のリベレイターズアジト襲撃のエピソードの中で「両親も悪魔研究者として活動をしていたが、召喚に失敗したため召喚所の装置からいずこへと居なくなってしまった」ことを明かしている。インターミッションでは主人公たちに協力して再起召喚を行うが、引きずり込まれそうになった所を和史に助けられる。
福本 和史（ふくもと かずふみ）
声 - 古川慎
D×2ショップの店員兼アジトの執事でもある男性。表向きは歴史学者と民俗学者である。
ショップの品物は学者としての活動をしている際に入手した物で中には相当に高価なアイテムも取り揃えている。学者稼業の研究費の捻出も兼ねてD×2ショップで勤務している。
6章のリベレイターズのアジト襲撃がされていてもショップ店員の仕事を普段通りにしており、逃げる素振りを全く起こさなかった。インターミッションでは再起召喚を行った有沙が引きずり込まれそうになった所を助けた。
実はメガキンに借り（資金援助）があり、その恩に報いる為執事を勤めていることが明らかになる。
シモノ
声 - 宮下栄治
ワイドショーの司会者としても有名なアナウンサーの熟年男性。人を喰ったような関西弁で喋る。
視聴率絶対の過酷な芸能界の中で「人間の悪意だけが視聴率につながる」という危険思想に取りつかれ、一部の放送局員と共にアコライツに与し、ロケバスを使って秋葉原の若者の拉致を行うようになった。アコライツの幹部の一人とされているが、実働部隊の隊長に近い立場にある。
インターミッションではアコライツから抜けており、アメノと行動している。
沢田 正弘（さわだ まさひろ） / レフティ
声 - 勝沼紀義
現代美術家の中年男性。コードネームは「レフティ」。アコライツの幹部の一人。
自身の手がける作品全てを「現代アートの頂点」と自負し高値で販売し、自らを「上級国民」と称する傲慢な人物だが、その作品はいずれも他の作品を模倣し作り上げた物であることをチョークイーターに見破られている。ストーリーでは共感指数の高い人間を割り出すために裏で電子ドラッグを流布していた。
ハヤテ
声 - 伊藤健太郎
アコライツの一員で、地下闘技場で行われている違法賭博の元締めである男。
格闘家として有名だったが、対戦相手に目潰しを行うなどの反則行為で現在無期限の活動停止処分を受けている。
幹部ではないが、半グレ集団「聖地連合」や「地下闘技場」の元締めであり、組織内でもそれなりの立場にいる。
主人公を賞金首にした張本人で、ハヤテを倒しにきたリベレイターズとの戦闘ではデコヒーレンズ領域の技術を利用した特殊な空間を作り、地下闘技場に来ている観客たちにも悪魔たちが見えるようにした状態で戦闘を行う。
6章終盤にてアクシデントのせいでうやむやになった地下格闘技場での勝敗に決着をつけるべくリベレイターズのアジトを襲撃し、秋葉原で大勢のホムンクルスD×2を引き連れ戦闘を仕掛ける。圧倒的な数の多さから優位だったが、エインヘリャルの助太刀やリベレイターズの巻き返しから徐々に不利になっていく。そこへ現れたジャボの助言により「最後の手段」を用いて「ファイナルラウンド」を戦い、決着がついた後に消滅した。
ジョシュア・ホーク
声 - 日野聡
屈強な体格のオーストラリア人の男性。アコライツの幹部の一人で、過激派自然保護団体の幹部としての経歴も持っている。
狂信的なまでの自然保護主義者で、同じ人間を「毒虫」と呼ばわり、自然を保護するためならばテロ行為も辞さないというサイコパスじみた人物。同じMIT（マサチューセッツ工科大学）出身である栞をアコライツのメンバーに引き入れようと画策するが決裂され、主人公達と戦闘した末に敗北した。その後、ジャボとリベレイターズについて話をした際に「まずまずの強さだが、主力の悪魔を出すしかない」と語っている。
7章の表ルートではクルーザーで主人公達と再び戦闘をして敗北するが、後に悪意の魂を召喚する。しかし、悪意の魂に飲み込まれてしまい、同化した際に彼の本性が明らかになる。主人公と1対1の戦闘を繰り広げた後に海の藻屑となって消滅した。7章の裏ルートでは最初は表ルートと同様だが、ジャボが主人公達に見せた未来予知の世界に飛ばされた際は主人公達に協力し、自分の思想に勧誘。主人公を仲間と認めた後にエインヘリャルと勝負して息絶えた。
鶴龍 ジャボ（かくりゅう ジャボ）
声 - 興津和幸
褐色肌に白髪が特徴の美青年。どこか冷たい笑みと謎めいた言動も特徴的。
コートを羽織ったファッションを好み、年中コートを着用している。趣味はプロレス観戦。アコライツの戦術顧問。
地下闘技場にて、リベレイターズが束になっても敵わないほどのD×2としての強さを見せつけている。
「鶴龍 ジャボ」は人間としての名前であり、正体は「アスタロト」。アコライツでありながらエインヘリャルと面識があり、違法賭博が行われる地下闘技場で主人公のことを「共感指数が異常に高く、アコライツにとって非常に危険な存在」だと告げている。6章終盤にてエインヘリャルの口からその正体が明かされ、自身の目的をリベレイターズに告げた際にエインヘリャルと1対1の戦闘を繰り広げた。
7章終盤の表ルートではエインヘリャルから「託すならば、魔界に去ればいいではないか」と言われるが、彼自身は「それがそうもいかなくてね」と答えた後に人間界に残ることになる。7章の裏ルートでは主人公に協力を持ち掛け、同意した主人公へ「契約の証」と称した紫色の石を渡す。終盤にて主人公に「僕たち悪魔は、人類の絶滅を望んではいない」と言った後に感謝して去った。
アメノ / アメP
声 - 大津愛理
白いコートを着た長い黒髪とサングラスが特徴的な女性。
アジトで映画撮影の夢について語るチョークイーターの前にプロデューサーとして現れ、映画の仕事をするよう依頼し東京でロケ撮影を行う。メガキンは彼女の行動が怪しいことに疑問を感じていた。
「アメノ」は人間としての名前であり、正体は「アメノウズメ」。主人公達のことは観察に来たらしく、映画のロケ撮影を最後まで協力した。完成した映画はリベレイターズのアジトにて「カメラは止まらない！」というタイトルで上映され、リベレイターズのメンバーから傑作と評価された。
リンゼ・アルツキン
声 - 田中理恵
「ハーモニー教団」幹部の女性。左目の大きな傷が特徴。ヴィンスとは過去に因縁を持つ。
態度は高圧的であるのだが、教主には非常に従順である。
感情を持つことに成功した特殊なホムンクルスであるハニーを「実験体」として誘拐した。
元々は中東の軍施設を破壊したとされる凶悪なテロリストであり、その顔にある大きな傷跡からメガキンに「スカーフェイス」と呼ばれる。ハーモニー教団が襲撃された際は一時的にリベレイターズに協力した。
御崎 天音（みさき あまね）
ハーモニー教団日本支部の地下に現れた謎の女性。長い黒髪と優しげな表情が特徴。
リンゼに誘拐されたハニーを連れ戻すために教団本部に侵入した主人公たちを案内するが、その正体はハーモニー教団の教主。
オルガン
アコライツ所属のDx2でふわふわの茶髪に眼鏡を掛けている女性。アコライツが壊滅した後もヴェニタスによる滅亡イベントを望み、あちこちでテロ活動を行っている凶悪な人物。
同じくアコライツ所属のDx2であったヴィンスとハニースイートとは浅からぬ因縁がある。
イザヤ
声 - 釘宮理恵
虚人と呼ばれる人間もどきの別世界に暮らす少年で、水色の服を着ている。
シブキ
声 - 石井マーク
虚人と呼ばれる人間もどきの別世界に暮らす少年で、紫色の服を着ている。
ピクシー
「分岐未来」での主人公のパートナーであるピクシー（デザインはデビルサマナー版）。分岐未来の主人公からは鬱陶しがられていたが、壊滅した東京のあちこちで一緒に活動していくうちに大切なパートナーとなる。

## スタッフ
- プロデューサー - 山田理一郎
- ディレクター - 小野圭一
- メインキャラクターデザイン - 岩元辰郎
- シナリオ - 深見真（メインシナリオ）、アサウラ、くしまちみなと、小野圭一、山井一千（シナリオ協力）
- コンポーザー - 青木千紘
- オープニングアニメーション - タツノコプロ

## コラボレーション
本作では以下の作品とのコラボレーションが行われている。
各アーキタイプのついたコラボキャラは召喚（ガチャ）で入手が可能となっている

### セガ製タイトル
- ベヨネッタ - 2019年2月14日から2月28日まで開催。ベヨネッタ、ジャンヌ、ビラブドが参戦した。2020年2月20日から3月5日までこの2体全てをピックアップした復刻ガチャが開催され、固有スキルのバランス調整やコラボキャラとしては初となる思念融合が解放された。
- ソニックシリーズ - 2021年6月24日から7月8日まで開催。生誕30周年を記念したコラボでソニック・ザ・ヘッジホッグがプレイアブルキャラクターとして参戦した。実装記念のショートストーリーで、Dx2世界に現れたエッグマンのたくらみが原因でプレイヤー達に出会う

### 非セガタイトル
- デビルメイクライ5（カプコン開発・販売） - 2019年3月14日から4月4日まで開催。ネロ、ダンテ、Vが参戦した。また、期間中にセブン-イレブンの各店舗にログインすることでアイテムや召喚札を入手できた。初の他社ゲームメーカーとのコラボレーションとなる。2020年10月1日から10月15日までこの3体全てをピックアップした復刻ガチャが開催され、同時に固有スキルのバランス調整と思念融合の実装が行われた。

### 非ゲーム作品
- ベルセルク - 2020年5月28日から6月11日まで第1弾が開催。ガッツ、シールケ、髑髏の騎士、モズグスが参戦した。2021年3月4日から3月18日まで第2弾が開催。狂戦士ガッツ、グリフィス、ゾッドが参戦した。2024年5月30日から6月13日まで第3弾が開催。フェムトが参戦した。同年9月30日から10月14日までと2023年4月27日から5月11日までと2024年5月30日から6月23日まで全てをピックアップした復刻ガチャが開催され、同時に固有スキルと思念融合の実装が行われた。漫画作品との初のコラボレーションとなる。
- 攻殻機動隊 - 2020年12月17日から12月29日まで開催。草薙素子、タチコマが参戦した。2021年9月2日から9月16日までこの3体全てをピックアップした復刻ガチャが開催され、同時に固有スキルのバランス調整や思念融合の実装が行われた。漫画作品とのコラボレーションは『ベルセルク』に次いで2作目となる。
- 七つの大罪 - 2021年12月9日から12月23日まで開催。メリオダス、エリザベス、バンが参戦した。
- 新世紀エヴァンゲリオン - 2023年7月13日から7月19日まで前半、同年7月20日から7月27日まで後半が開催。初号機D×2型、第6の使徒、第10の使徒が参戦した。
- オーバーロード - 2023年12月14日から12月20日まで前半、同年12月21日から12月28日まで後半が開催。アインズ、アルベド、シャルティアが参戦した。
- 魔法少女まどか☆マギカ - 2024年7月11日から7月17日まで前半、同年7月18日から7月25日まで後半が開催。鹿目まどか、暁美ほむら、ワルプルギスの夜が参戦した。